# 岩野裕一
岩野 裕一（いわの ゆういち、1964年 - ）は、日本の実業家、編集者、音楽ジャーナリスト。東京都出身。株式会社実業之日本社代表取締役社長。

## 人物・経歴
1964年、東京都生まれ。1987年、上智大学文学部新聞学科卒業。2011年、同大学大学院文学研究科新聞学専攻博士前期課程修了（新聞学修士）。1987年、株式会社実業之日本社に入社。旅行ガイドブック、経済誌、一般書、実用書、文芸書の編集に携わる。2014年、第二編集本部長兼文芸出版部長兼アウトドア出版部長兼ライツ・編集総務部長（役員待遇）。2015年、第二編集本部長兼文芸出版部長兼経営企画室長（同）。2016年、同社が創業120周年を迎えるにあたり代表取締役社長に就任。
著書に『王道楽土の交響楽』（音楽之友社、第10回出光音楽賞受賞）や『朝比奈隆 すべては「交響楽」のために』（春秋社）、『文庫はなぜ読まれるのか:文庫の歴史と現在そして近未来』（出版メディアパル）、『日本のピアノ100年』（草思社、前間孝則氏との共著、第18回ヨゼフ・ロゲンドルフ賞受賞）などがある。